# دونزيليا أبيرناثي
دونزيليا أبيرناثي (بالإنجليزية: Donzaleigh Abernathy)‏ ممثلة أمريكية ولدت بتاريخ 5 أغسطس 1957 .

## روابط خارجية
- دونزيليا أبيرناثي على موقع IMDb (الإنجليزية)
- دونزيليا أبيرناثي على موقع تيرنر كلاسيك موفيز (الإنجليزية)
- دونزيليا أبيرناثي على موقع أول موفي (الإنجليزية)
- دونزيليا أبيرناثي على موقع قاعدة بيانات الفيلم (الإنجليزية)